# IntervalZero
IntervalZero, Inc. développe des logiciels temps réel dur. Ses logiciels RTX et RTX64 transforment Windows en système d’exploitation temps réel.
RTX/RTX64 et Microsoft Windows basés sur des architectures multi-cœurs x86 et x64, combinés à des solutions Ethernet temps-réelles (EtherCAT, Profinet,...), forment le socle de la plateforme temps réelle RTX proposée par IntervalZero.
Jeffrey D. Hibbard est le CEO d’IntervalZero, entreprise fondée en juillet 2008 par un groupe d’anciens cadres d’Ardence.
IntervalZero a des bureaux aux États-Unis, en France, en Allemagne et à Taïwan.
Le nom IntervalZero a une signification forte : c’est d’une part le temps de réponse optimal d’un système temps réel et d’autre part la volonté affichée de réponse immédiate aux demandes des clients. 
Les solutions logicielles temps réelles d’IntervalZero sont déployées dans le monde entier, principalement dans les domaines suivants : l'automation, les bancs de tests et la simulation, le Digital Audio, l'aéronautique, la mesure de précision, les scanners médicaux, la production et la distribution d'électricité, les jeux-vidéo.

## Historique
L’origine d’IntervalZero remonte à 1980 lorsqu’un groupe d’ingénieurs du MIT lança VenturCom et développa une expertise dans les techniques embarquées. VenturCom, renommée Ardence en 2004, a développé des techniques embarquées révolutionnaires : RTX, le premier produit Windows temps réel et ReadyOn, la première solution de démarrage instantané pour Windows.
Le 20 décembre 2006, Citrix Systems annonça un accord d’acquisition des divisions Enterprise et Logiciels Embarqués d'Ardence, puis intégra les produits de « streaming » logiciel d’Ardence dans le portefeuille Citrix en 2007.
Début 2008, Citrix accepta de vendre la division Logiciels Embarqués à IntervalZero et conserva une participation minoritaire dans la société. 
Le 28 juillet 2008, IntervalZero annonça qu’elle avait fait l’acquisition de la division Logiciels Embarqués d’Ardence auprès de Citrix Systems Inc.

## Produits
IntervalZero développe les produits suivants :
- Les logiciels temps-réels RTX et RTX64 qui transforment Microsoft Windows en système d’exploitation temps réel.

## Dirigeant
Son directeur général est Jeffrey D. Hibbard.